# Angelbachtal
Angelbachtal là một đô thị ở Kraichgau, nằm giữa Sinsheim và Bruchsal. Được thành lập năm 1972 bởi sự hợp nhất của Eichtersheim và Michelfeld, cái tên Angelbachtal xuất phát từ thung lũng Waldangelbach, chảy qua Kraichgau.

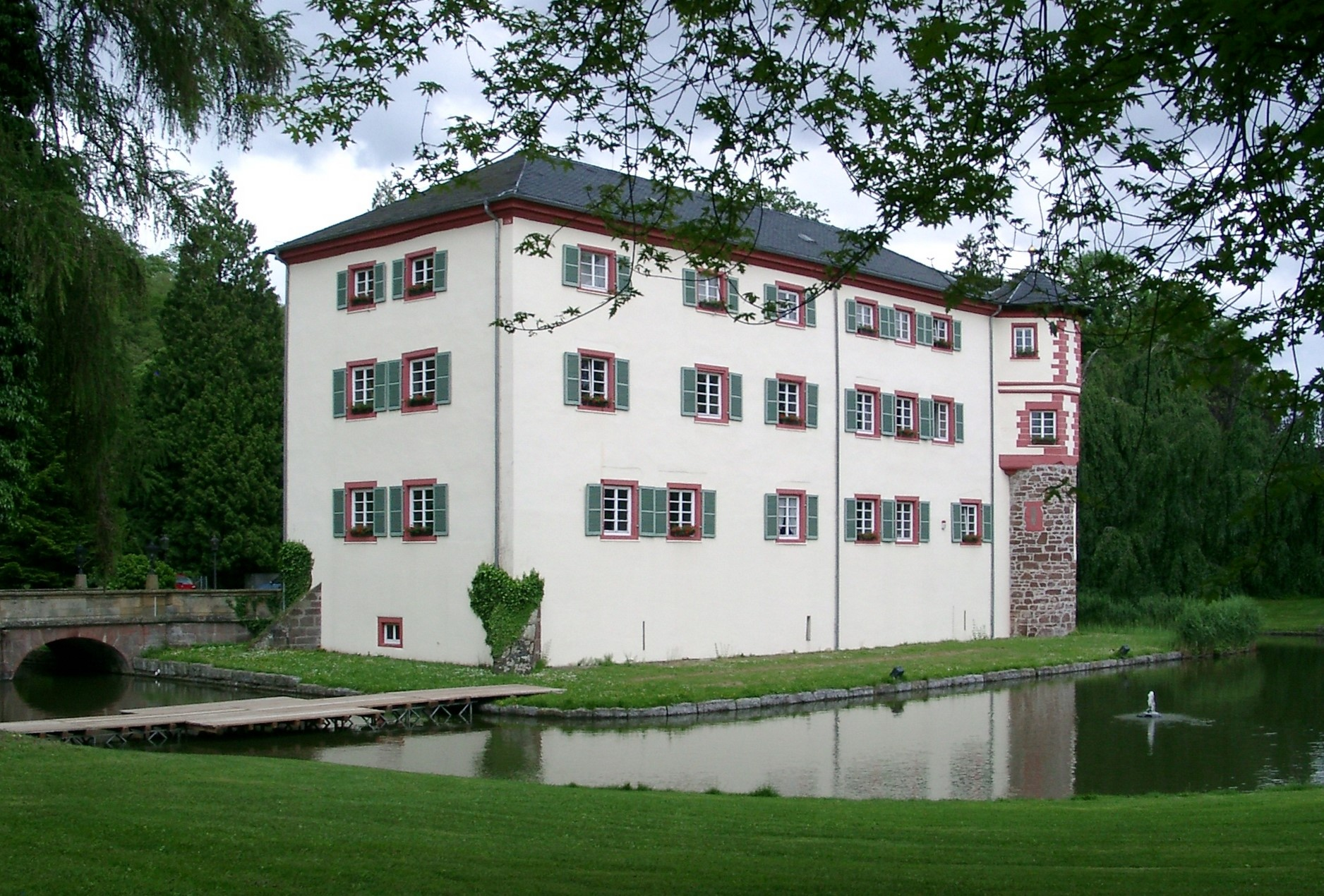
Mặt sau của Schloss Eichtersheim